# Decma fissa
Decma fissa är en insektsart som först beskrevs av Wei Ying Hsia och Honglei Liu 1993.  Decma fissa ingår i släktet Decma och familjen vårtbitare. Inga underarter finns listade i Catalogue of Life.